# Højreby
Højreby is een plaats en voormalige gemeente in Denemarken.

## Voormalige gemeente
De oppervlakte bedroeg 127,79 km². De gemeente telde 4049 inwoners waarvan 2104 mannen en 1945 vrouwen (cijfers 2005). Hoofdplaats was Søllested.
Na de herindeling van 2007 werden de gemeentes Holeby, Højreby, Maribo, Nakskov, Ravnsborg, Rudbjerg en Rødby samengevoegd tot de gemeente Lolland.

## Plaats
Højreby is een gehucht ten zuiden van Søllested.